# Albrecht Stalmann
Albrecht Stalmann (* 19. August 1880 in Meensen; † 23. November 1967 in Hannover) war ein deutscher Verwaltungsjurist.

## Familie
Albrecht Stalmann war ein jüngerer Bruder des späteren Generalsuperintendenten und Oberlandeskirchenrates Karl Stalmann und damit ein Sohn des Meensener Pfarrers Robert Stalmann und der Margarete (1856–1897), Tochter des Geistlichen Gerhard Uhlhorn.

## Werdegang
Stalmann studierte Rechtswissenschaft in Marburg, Leipzig und Göttingen. Während seines Studiums wurde er Mitglied der AMV Fridericiana Marburg. Nach seinem Abschluss war er zunächst juristischer Hilfsarbeiter im Konsistorium in Hannover. 1913 wechselte er als Hilfsarbeiter in das Preußische Kultusministerium und wurde dort 1921 zum Ministerialrat befördert. 1931 wurde er zum Präsidenten der Klosterkammer Hannover ernannt. Er blieb bis 1955 im Amt.

## Ehrungen
- 1953: Großes Verdienstkreuz der Bundesrepublik Deutschland
- Ehrendoktor der rechts- und staatswissenschaftlichen Fakultät der Universität Göttingen
- Benennung eines Weges in Bad Rothenfelde